# Klášter křižovníků (Ústí nad Labem)
Klášter křižovníků existoval v Ústí nad Labem v letech 1327-1426.

## Vývoj kláštera
V královském městě Ústí nad Labem stával za teplickou branou kostelík sv. Materny, učedníka sv. Petra. Při něm byl vybudován v letech 1279-1296 městský špitál. Gotický kostel byl postaven již po tom, co roku 1327 křižovníci získali ústecký špitál. Kostelík z roku 1330 byl zbořen roku 1895. Po získání špitálu a kostela vypukl spor mezi křižovníky a městskou duchovní správou o duchovní správu u sv. Materny a ve špitále. Spor musel řešit až arcibiskup Arnošt z Pardubic a ten rozhodl, aby duchovní správa zůstala křižovníkům a ústečtí faráři dostávali za to odškodné – roční úrok dvě kopy grošů pražských. Komenda zanikla roku 1426 po bitvě na Běhání, kdy v troskách města zanikla po dobytí Ústí nad Labem. Posledním představeným byl pak komtur Kříž.